# بوندس‌لیگا ۱۸–۲۰۱۷
بوندس‌لیگا ۱۸–۲۰۱۷ پنجاه و پنجمین فصل از بوندس‌لیگا بود. مسابقات این فصل بین ۱۸ تیم برگزار شد. این رقابتها از ۱۸ اوت ۲۰۱۷ آغاز و در ۱۲ مه ۲۰۱۸ پایان یافت. باشگاه فوتبال بایرن مونیخ در این فصل قهرمان شد.